# Yamaha Pacifica
Yamaha Pacifica es el nombre de una serie de guitarras eléctricas fabricadas por Yamaha. La línea fue diseñada originalmente en la tienda de aduanas de Yamaha en California por Rich Lasner, trabajando con el constructor de guitarras Leo Knapp. Inicialmente previsto por Lasner y Knapp como un proyecto de prueba, Yamaha Japón optó por producir los instrumentos.
Se han producido muchas variantes de la Pacifica desde la década de 1990, incluidos modelos con el estilo de Fender Stratocaster y Telecaster, modelos de doce cuerdas, versiones talladas y con cuello vuelto.

## Modelos
Todas las Pacifica tienen una de las dos formas básicas del cuerpo: una forma de corte doble inspirada en Stratocaster, o un corte individual similar a Telecaster. Además de estas similitudes, los modelos varían en materiales, hardware y electrónica. A partir de diciembre de 2009, actualmente hay 5 modelos en producción.
Los modelos más vendidos y más reconocibles son los PAC012 y PAC112 de nivel de entrada. El 112 tiene un cuerpo de aliso sólido y siempre ha estado disponible con un acabado de barniz transparente, que muestra el grano de la madera. En el momento del lanzamiento original, esta guitarra estaba destinada a competir con algunos de los modelos de presupuesto de Fender. El nivel de entrada PAC012 tiene un humbucker Yamaha y dos pastillas de bobina simple, un cuerpo agathis y un puente de vibrato estilo Strat.
Los primeros modelos PAC1412 y PAC1421 tenían cuellos y tapas talladas con puentes de vibrato de bloqueo Floyd Rose. En última instancia, estas guitarras eran demasiado costosas de producir y, por lo tanto, demasiado caras para el mercado de Yamaha. Otras variaciones incluyen el PAC303 12 de doce cuerdas y el cabezal invertido PAC721R.
El PAC1511MS de gama alta tiene un cuerpo sólido de ceniza de pantano, con una pastilla humbucker Seymour Duncan y una pastilla humbucker Seymour Duncan "hot-rails" en la posición del puente, y un puente sin vibrato con cuerdas que atraviesan el cuerpo. La versión de nivel de entrada de este modelo de firma de Mike Stern Pacifica es el PAC311MS. Ambas son guitarras estilo Telecaster similares en forma, pero en el caso de los controles PAC311MS están inclinadas en lugar de en una placa cromada paralela a las cuerdas y la M representa a Maple (cuello) y la S para Singlecut ya que también había un PAC311S con un cuello de palisandro Si bien la producción de 311MS y 311S duró solo un par de años a principios de los noventa, el 1511MS se mantuvo en producción. Esto ilustra cómo algunas Pacifica eran versiones más baratas o de precio más bajo de guitarras conceptualmente similares.
El modelo 904 presentaba un mástil fabricado por Warmoth con un radio compuesto, bloqueo de cabezas de máquina y un control de tono pulsador (como el 604W y el 604V) que divide la pastilla dual de bobina delantera en una sola. El cuerpo era una losa de cenizas en la parte superior de un aliso y presentaba una articulación del cuello de alta ingeniería.
En el 2011 Frankfurt Musikmesse Yamaha anunció los modelos 611HFM, 510V y 311H y la reintroducción del 120H. [1] El 120H es similar al 112V, pero presenta una rígida, en lugar de un puente trémolo, y un par de pastillas humbucker.

Los patrocinadores de las guitarras Pacifica incluyen a Michael Lee Firkins y Mike Stern. La guitarra característica de Mike Stern es el PAC1511MS.

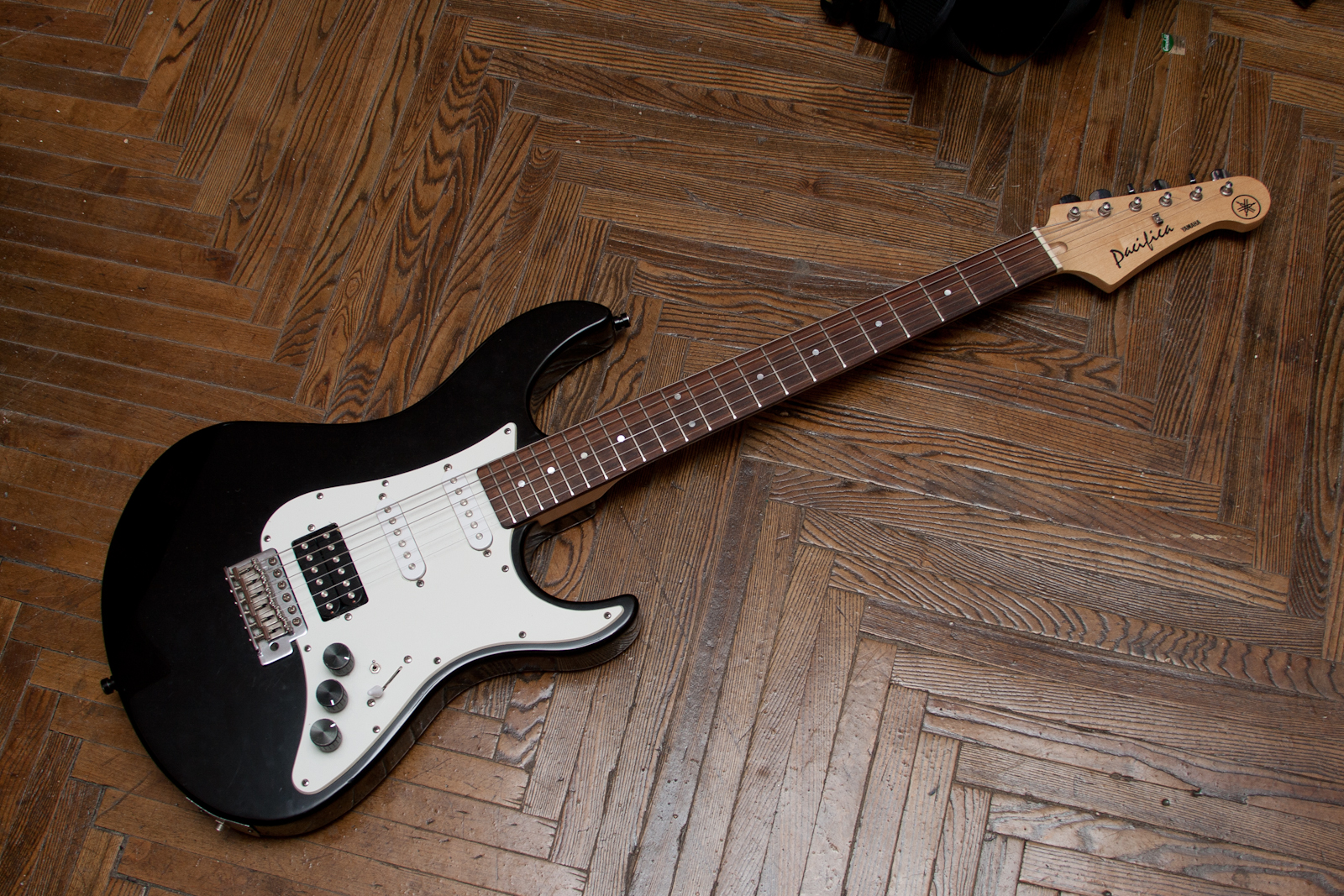
Pacifica 012BL
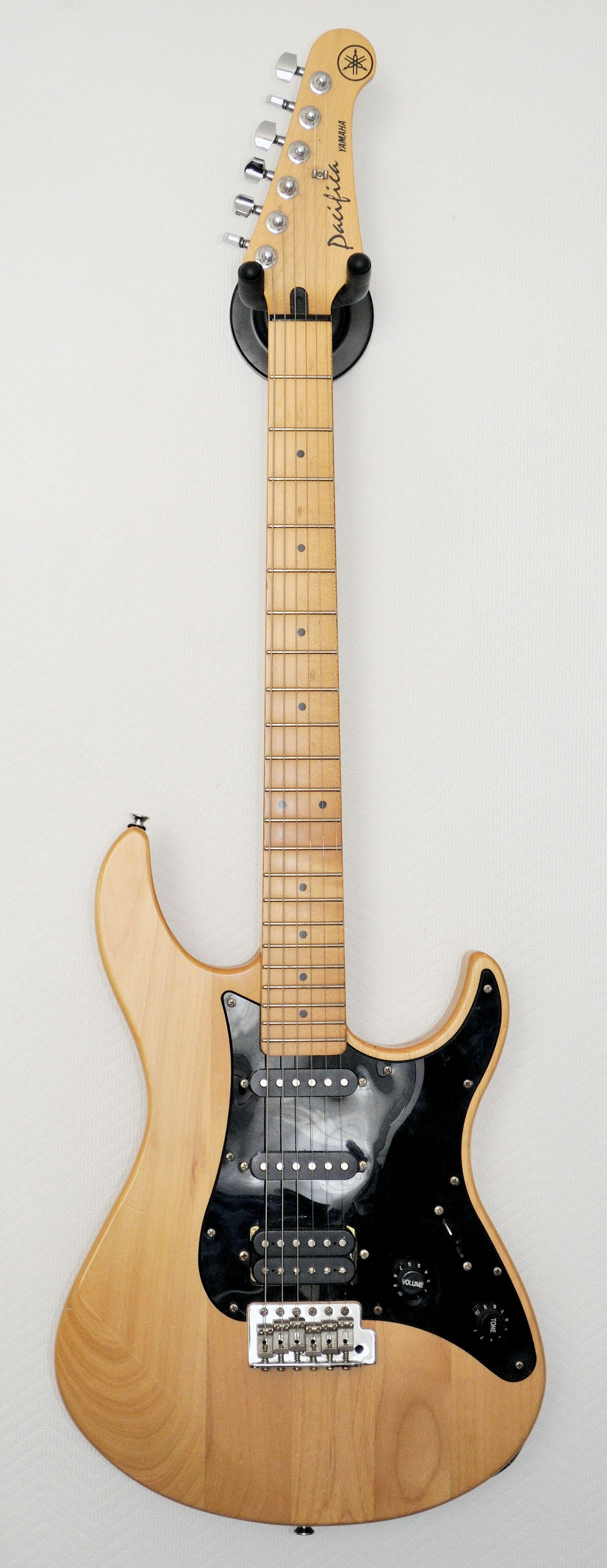
Pacifica 112
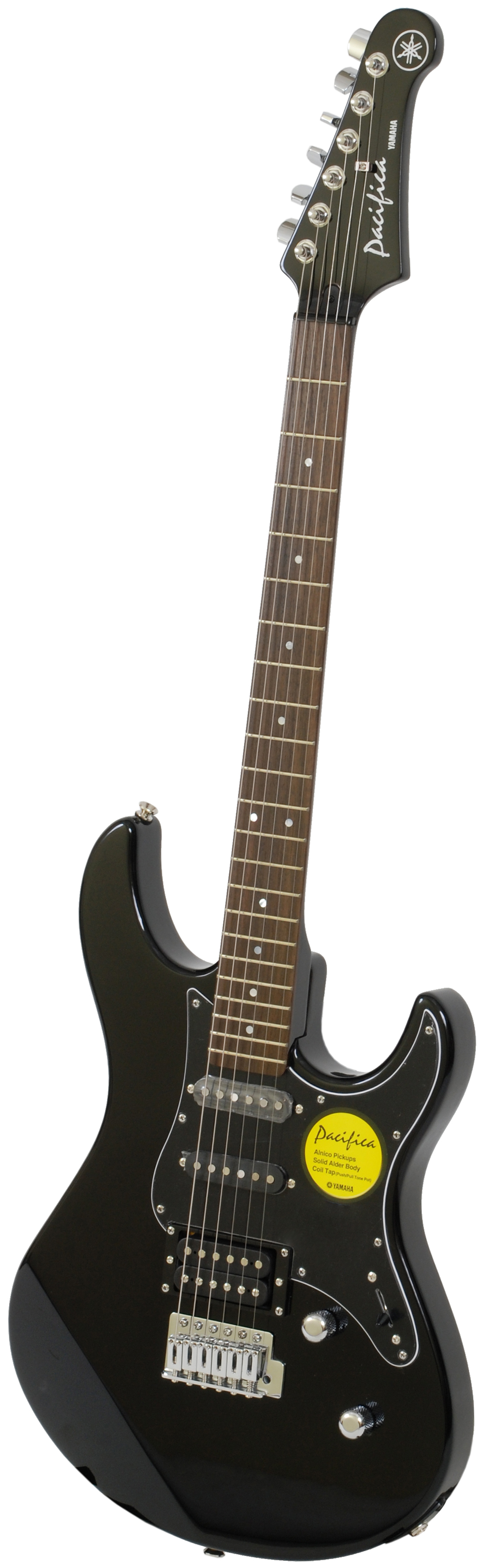
Pacifica 112VCX
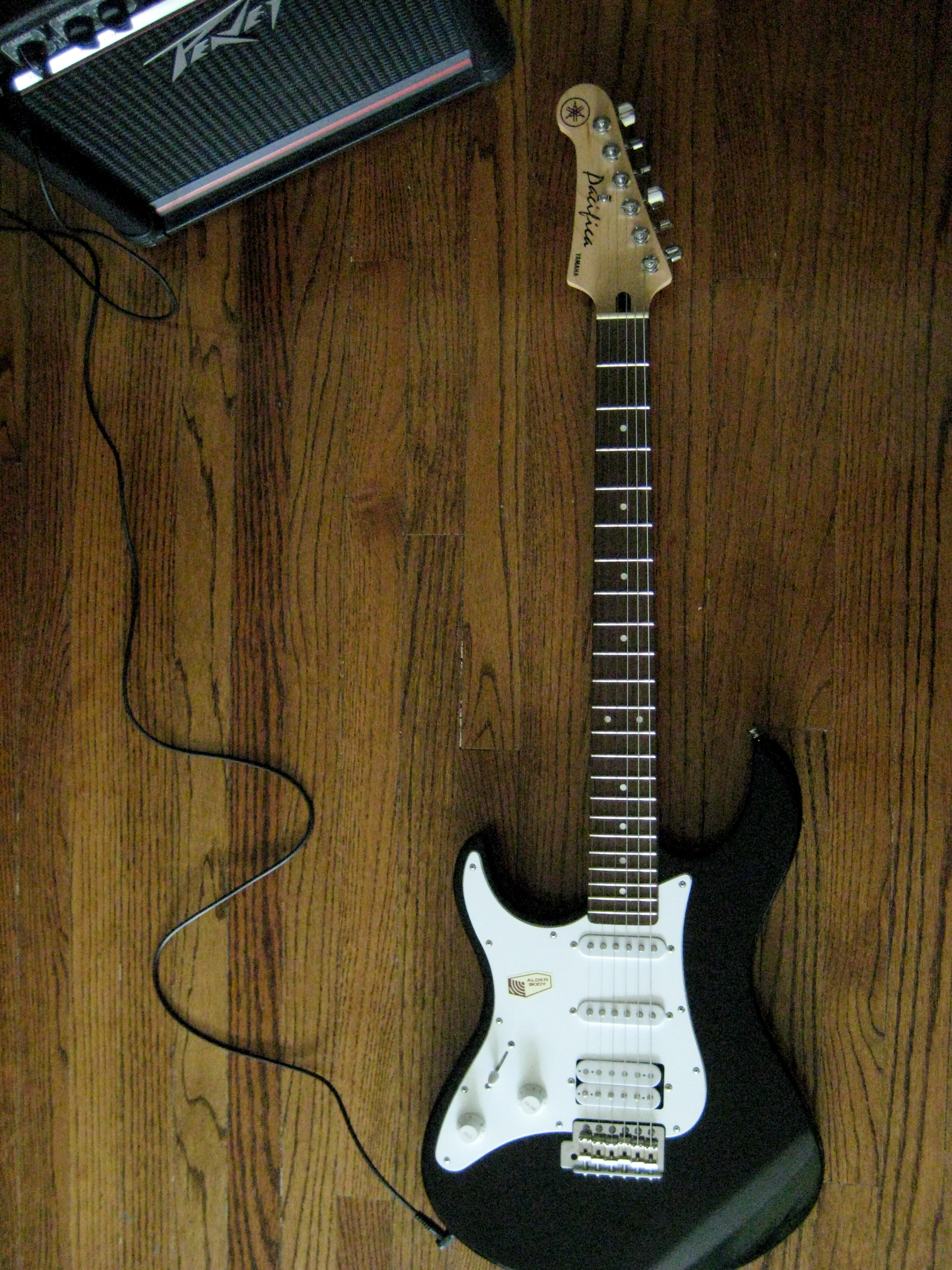
Pacifica 112JL
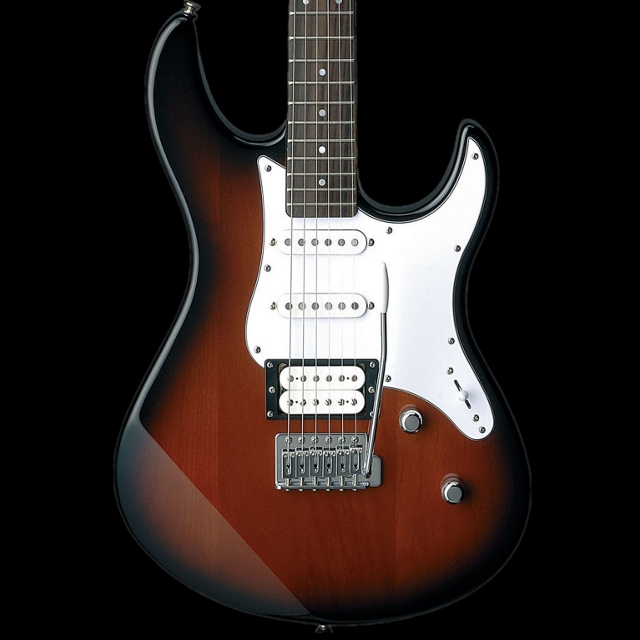
Pacifica 112V
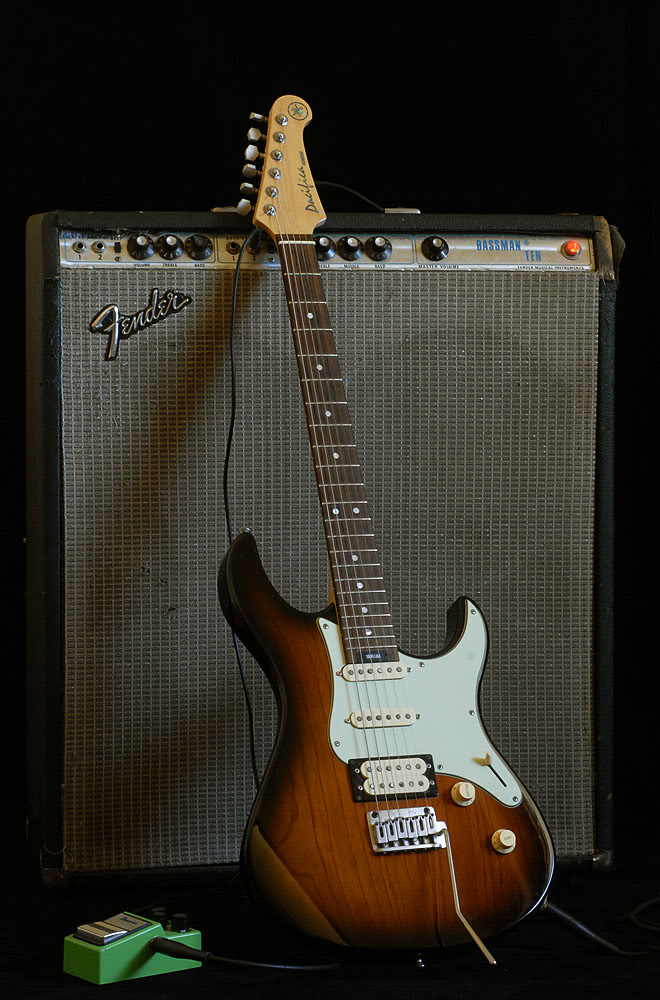
Pacifica 904
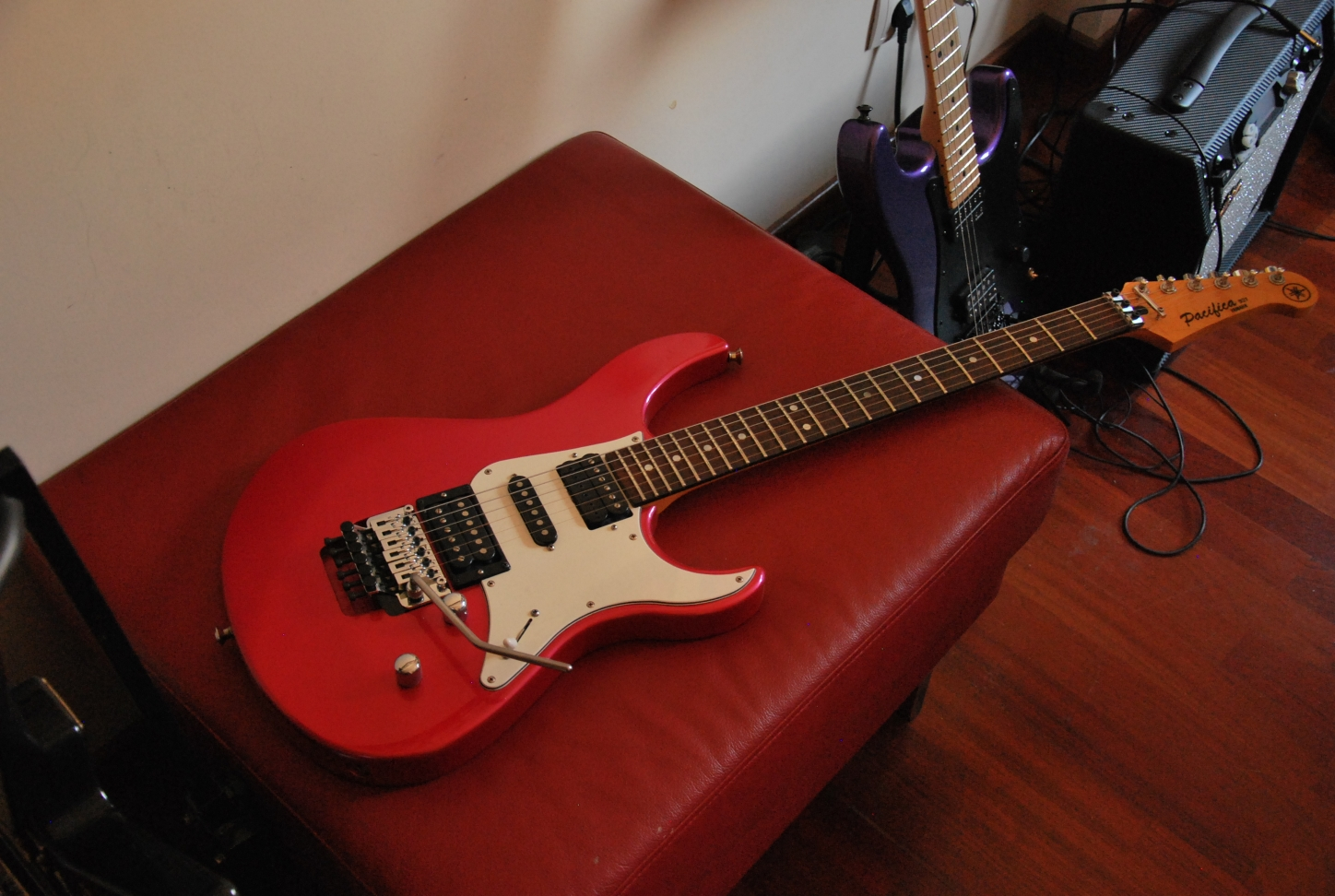
Pacifica 921 (1990)
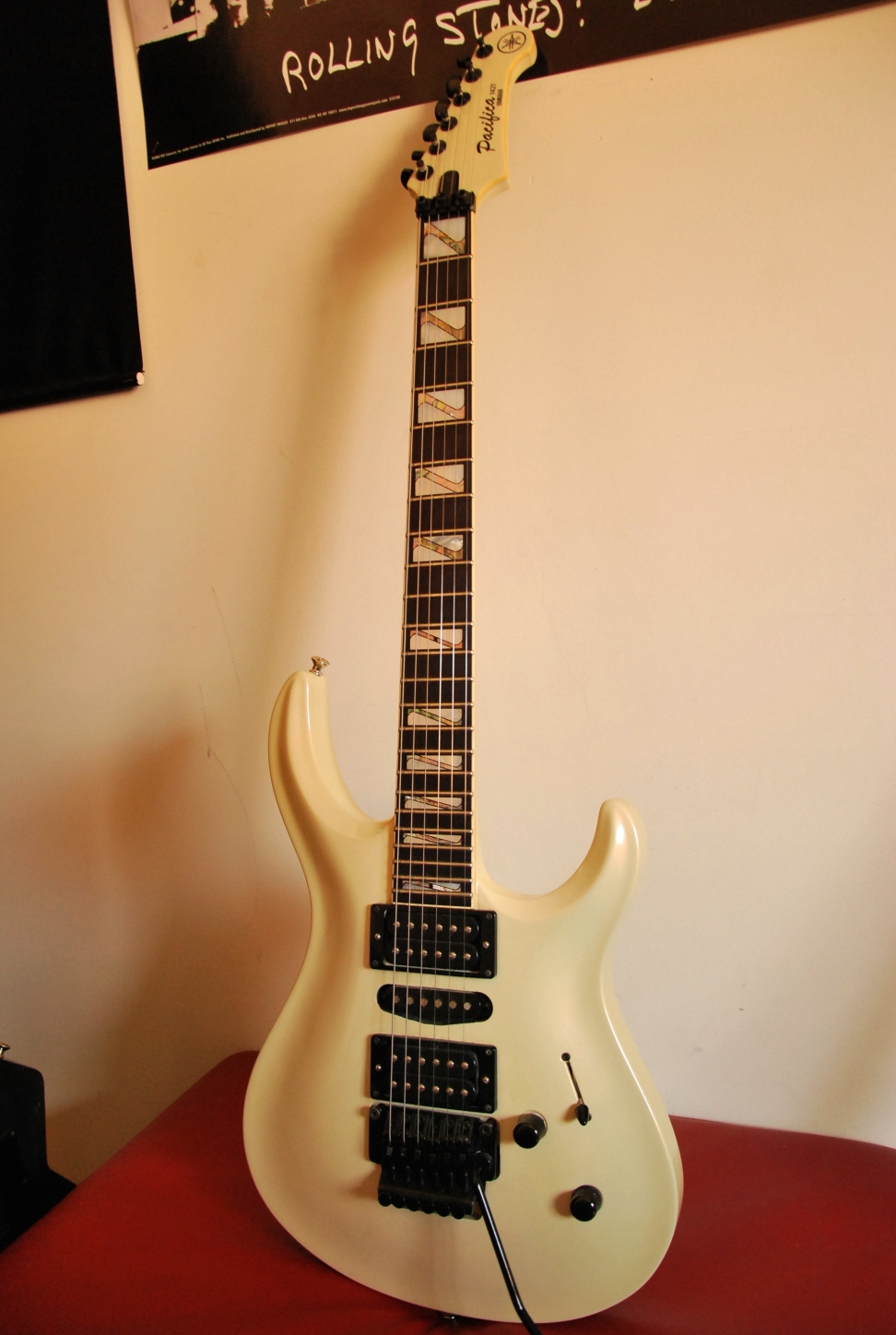
Pacifica 1421 (1991)
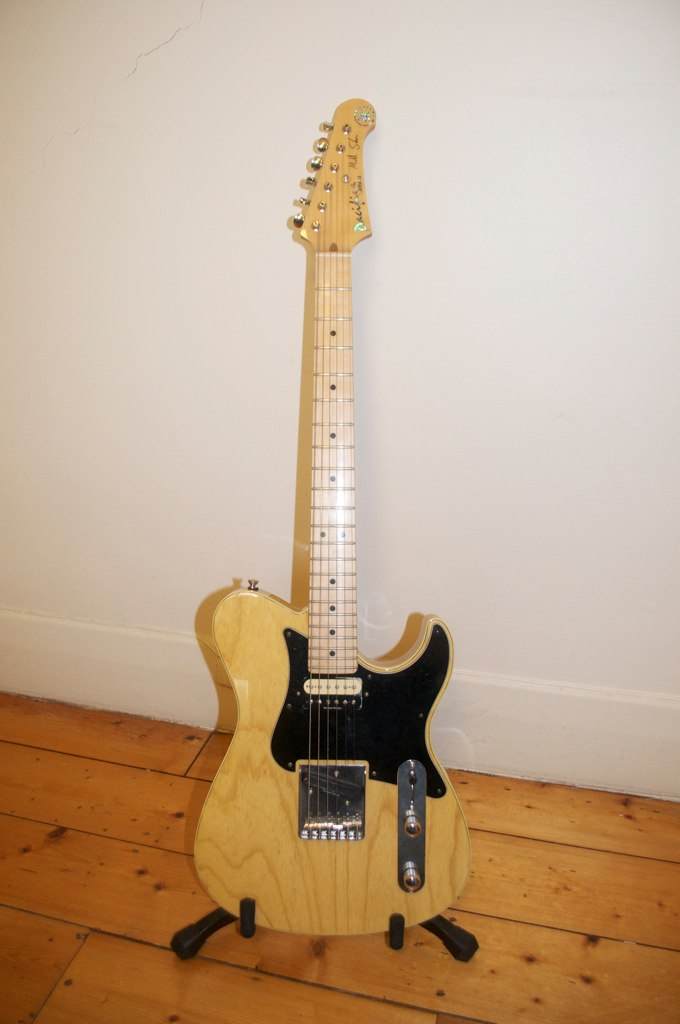
Pacifica 1511MS Mike Stern signature
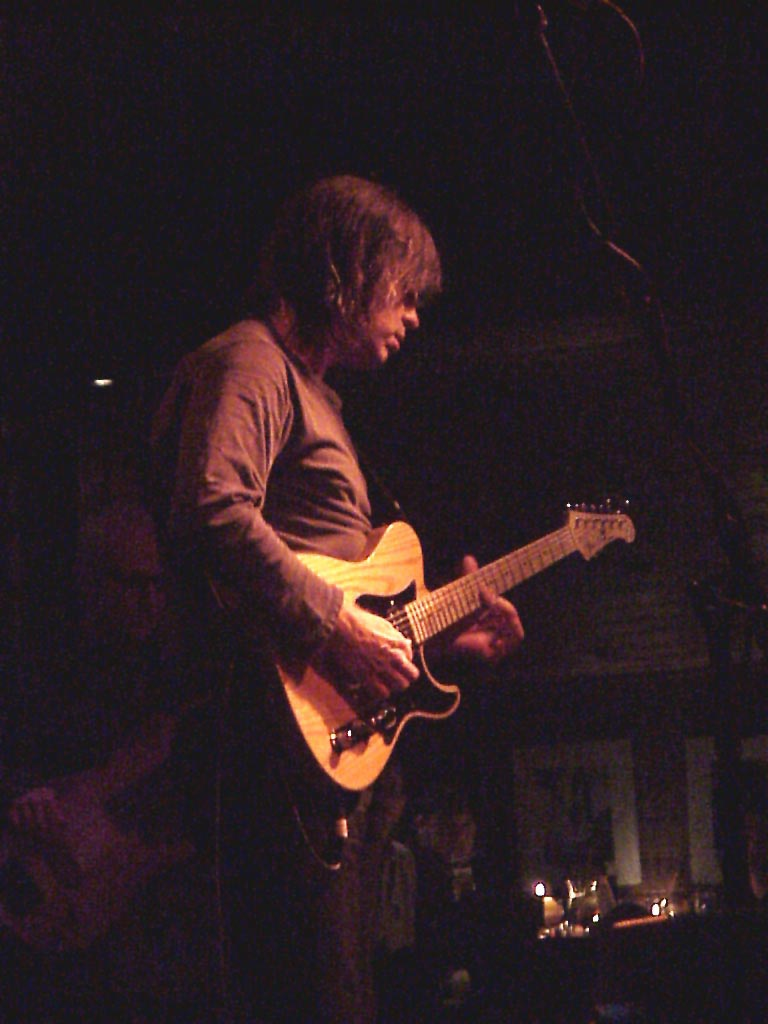
Mike Stern interpretando su modelo característico (2001).